# Griechische Drachme
Die griechische Drachme war eine Währungseinheit in Griechenland, die von 1831 bis 2001 als Zahlungsmittel verwendet wurde. Ab 1923 wurde die neuzeitliche Drachme durch die Bank von Griechenland ausgegeben.
Die Drachme (neugriechisch δραχμή drachmí, Plural δραχμές drachmés, wörtlich „Genommenes“ im Sinne von „eine Handvoll“, abgeleitet von altgriechisch δράσσειν drássein [attisch δράττειν dráttein] „ergreifen, nehmen“) ist eine bereits aus der griechischen Antike bekannte Gewichts- und Münzeinheit.

## Die antike Drachme

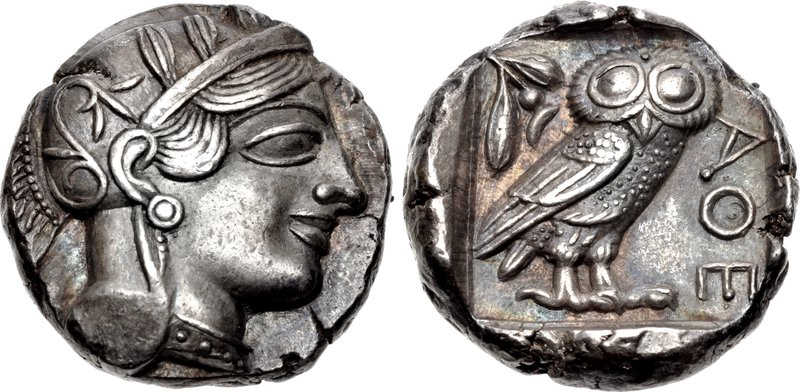
Vorder- und Rückseite eines Tetradrachmons

Die antike Drachme (Plural δραχμαί drachmaí) bezeichnet eine Gewichts- und Münzeinheit aus Silber, seltener aus Kupfer oder Gold (Ptolemaier). Sie war im gesamten hellenischen Kulturkreis verbreitet und wurde dort von vielen Stadtstaaten geprägt. Die Motive der ersten Münzprägungen zeigen häufig Abbildungen von Tieren, da es sich hierbei um die sogenannten sprechenden Wappen der betreffenden Städte handelt. Einige dieser frühen Motive gehen dabei  bis in das 6. Jahrhundert v. Chr. zurück.
Aufgrund ihrer Prägetechnik waren die Drachmen auf der Rückseite zumeist flach, auf der konvexen Vorderseite jedoch sehr plastisch ausgestaltet. Drachmen wurden häufig ohne Inschriften geprägt. Ihre Datierung lässt sich daher nur auf Grund stilistischer Merkmale bestimmen und ist somit wenig exakt. Liebhaber begeisterten sich jedoch bereits seit der Zeit der Renaissance für diese antiken Kunstwerke, zeugten doch gerade deren stilistische Merkmale von dem hohen künstlerischen Niveau, das im griechischen Altertum erreicht wurde. Infolgedessen waren und sind die oft sehr fein gearbeiteten Münzen bei Sammlern außerordentlich begehrt.
Dem antiken Münzsystem lagen Silber als Münzmetall und die vorderasiatische Masseneinheit Talent zugrunde, die in 60 Minen geteilt war. Manche Städte prägten aus einer Mine Silber 100 Drachmen, andere 50 Stater. Kunstvoll gestaltete Minen wurden zwar geprägt, waren aber für den täglichen Gebrauch schlichtweg viel zu groß und zu wertvoll. Neben 1-Drachmen-Prägungen gab es im östlichen Bereich des damaligen Griechenlands Tetradrachmen (Münzen im Wert von 4 Drachmen) und im Bereich von Magna Graecia (Süditalien, Sizilien) Didrachmen (im Wert von 2 Drachmen). Es wurden vereinzelt auch Dekadrachmen (Münzwert 10 Drachmen) geprägt, in hellenistischer Zeit auch ptolemäische Oktadrachmen (Münzen zu 8 Drachmen) in Gold. Recht häufig war die Hemidrachme (Halbdrachme), die dem Wert von einem 1 Tribolos (Münze im Wert von drei Oboloi) entsprach. Der Obolus (altgriechisch ὀβολός obolós, Plural ὀβολοί oboloí) war an sich die kleinste Einheit, die jedoch gelegentlich in wiederum noch kleinere Einheiten aufgespalten wurde, bis hin zum Achtelobolus (Chalkus, χαλκός chalkós Griechisch für „Kupfer“).

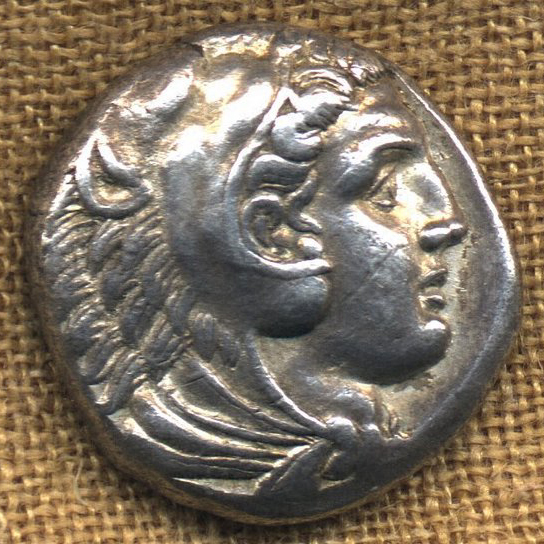
Makedonischer Tetradrachmon: Herakles mit dem nemeischen Löwenfell
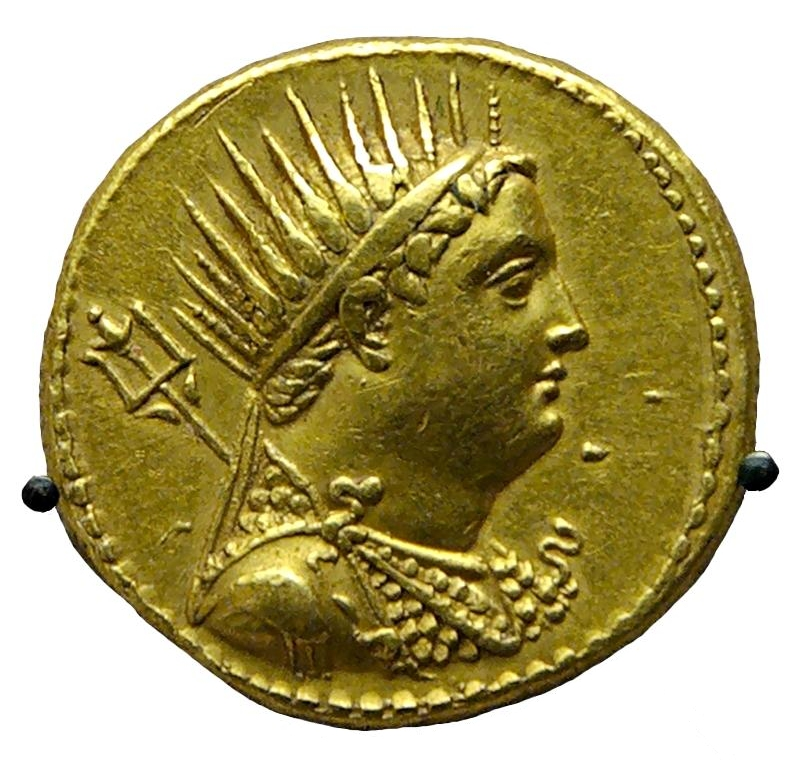
Goldoktadrachmon mit dem Bildnis von Ptolemaios III.
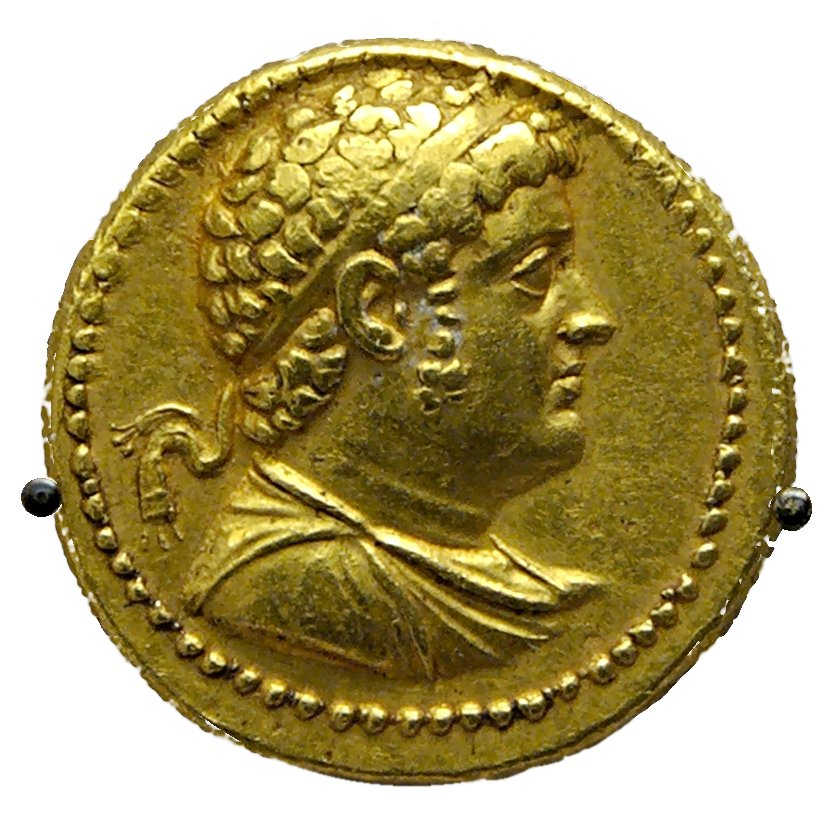
Goldoktadrachmon mit dem Bildnis von Ptolemaios IV.

## Die moderne Drachme

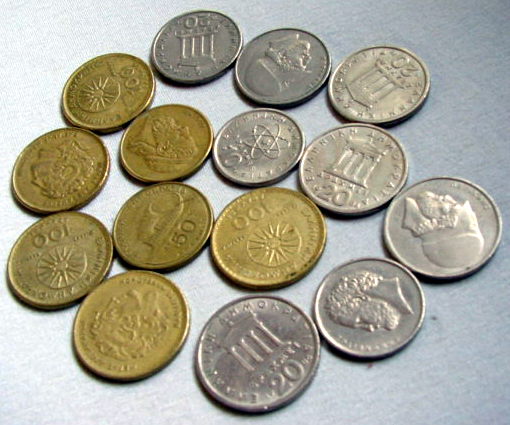
Drachmen-Münzen

Die moderne griechische Drachme ([neu-]griechisch Ελληνική δραχμή Ellinikí drachmí) war die ehemalige Währungseinheit des neuzeitlichen Griechenlands. Untereinheit war das Lepto(n) (λεπτό(ν), Plural λεπτά leptá), 100 Lepta ergaben eine Drachme. ISO-4217-Code war GRD. Das Währungssymbol der Drachme war ₯ (oft als Δρ geschrieben).

### Die erste Drachme und die Lateinische Münzunion
Die Drachme als neuzeitliche griechische Währung wurde im Jahre 1831 eingeführt. Ihre Bezeichnung leitete man von der antiken Münz- und Gewichtseinheit Drachme ab. Die Drachme löste dabei den Phönix (griechisch Φοίνιξ Fínix) ab, der zunächst, d. h. nach der Erlangung der Unabhängigkeit vom Osmanischen Reich, in den Jahren von 1828 bis 1831 die erste Währung Griechenlands gewesen war.

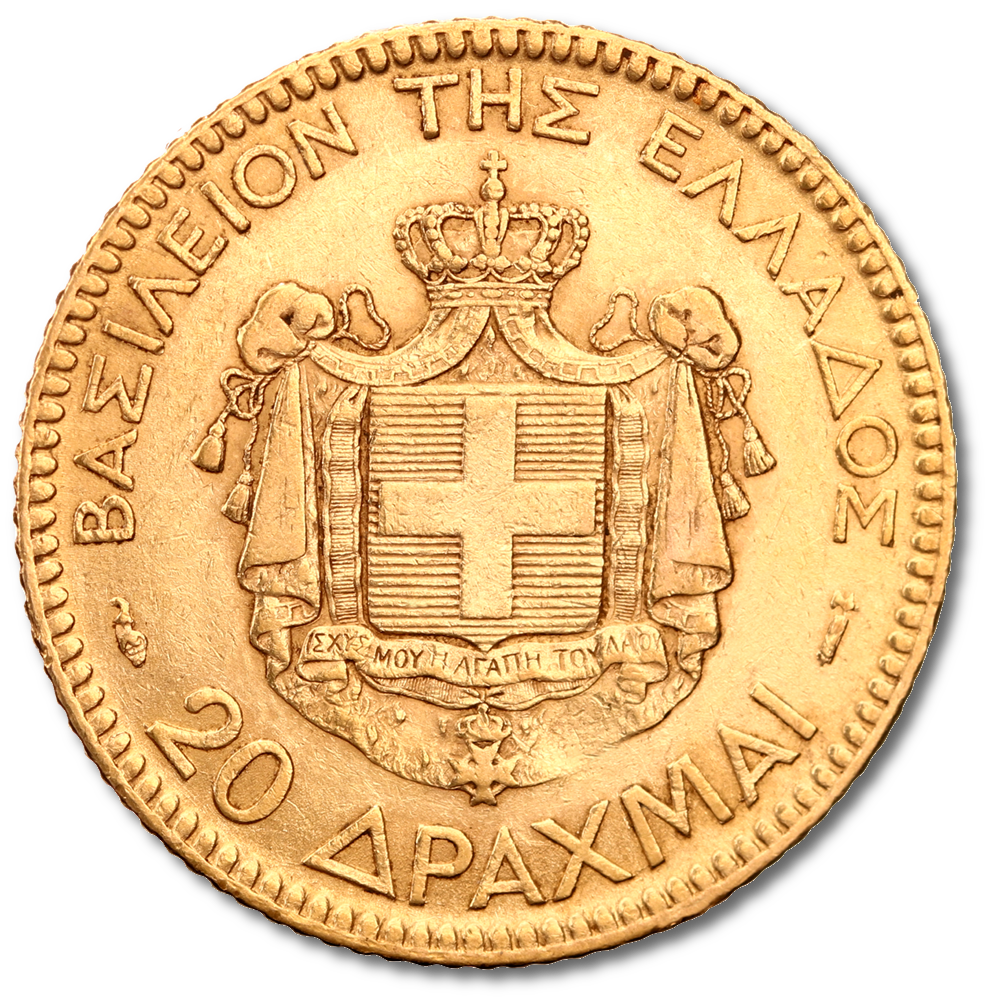
Eine 20-Drachmen-Goldmünze von 1884

Ab 1868 war Griechenland Mitglied der Lateinischen Münzunion. Damit war die Drachme im Verhältnis 1:1 an die anderen Währungen dieser Union gebunden. Die Regelungen der Münzunion erstreckten sich nicht auf Papiergeld, und diese Regelungslücke nutzten Italien und Griechenland, um den Papiergeldumlauf zu steigern, für den dabei keine Edelmetall-Deckung mehr bestand. Beide Staaten wurden für dieses, die Inflation anheizende, Vorgehen zu Entschädigungsleistungen an die übrigen Mitgliedsstaaten verpflichtet. Manchen Quellen zufolge wurde Griechenland im Jahre 1908 deshalb sogar von der Münzunion ausgeschlossen (zwei Jahre später dann jedoch wieder aufgenommen).

### Die zweite und dritte Drachme
Die Drachme wurde im 20. Jahrhundert zweimal abgewertet; dies war eine Begleiterscheinung und Folge des Zweiten Weltkriegs: Die erste Drachme wurde 1944 im Verhältnis von 50.000.000.000:1 zur zweiten Drachme umgewechselt, da die Besatzer Geldumlauf und Warenabzug gleichermaßen gesteigert hatten; die zweite Drachme wurde 1954 im Verhältnis von 1000:1 zur dritten Drachme umgewechselt. Die Drachme war Teil des Bretton-Woods-Systems und von 1954 bis zu dessen Auflösung 1973 im Verhältnis 30:1 fest an den US-Dollar gekoppelt.
In den 1980er Jahren wurde die Beschriftung auf Scheinen und Münzen der Drachme auf die heutige, aktuell gebräuchliche Sprachform (Dimotiki) des Neugriechischen umgestellt. Ausnahmen blieben der 50- und der 100-Drachmen-Schein, der weiterhin in Katharevousa (die Form des Neugriechischen, die bis 1976 offizielle Amtssprache gewesen war) beschriftet blieb. Nachdem durch die Bank von Griechenland 50- und 100-Drachmen-Münzen herausgegeben worden waren, sollten die diesen Werten entsprechenden Scheine aus dem Verkehr gezogen werden. Da diese jedoch, insbesondere aufgrund ihrer langjährigen Umlaufzeit, einen hohen Symbolwert erlangt hatten, wurden sie weiterhin ausgegeben; ihre Rolle war ungefähr vergleichbar zum 5-Mark-Schein in Deutschland.
Bei den Münzen hatte die goldene Gedenkmünze von 1996 zum 100-jährigen Jubiläum der Olympischen Spiele der Neuzeit mit 20.000 Drachmen den höchsten Nominalwert. Die letzte Prägung war eine 1-Drachmen-Münze im Jahre 2000 in Gold zu 8,5 Gramm statt in Kupfer.

### Übergang zum Euro
2001 trat Griechenland der Europäischen Währungsunion bei, zwei Jahre nach den ursprünglich elf Gründungsmitgliedern. Die Drachme wurde dabei fest an den Euro gebunden, und zwar im Verhältnis 340,750 GRD = 1 EUR. Zum Jahresbeginn 2002 wurde das Euro-Bargeld eingeführt, und die Drachme als das über viele Generationen vertraute Zahlungsmittel verschwand damit nach gut 170 Jahren aus dem öffentlichen Leben Griechenlands. Die Bezeichnung Lepto wurde jedoch als griechische Bezeichnung für den Eurocent übernommen und so auch auf die Rückseiten der griechischen Euromünzen geprägt.

## Münzen der modernen Drachme
Bevor der Euro am 1. Januar 2002 in den Umlauf gebracht wurde, existierten Münzen im Wert von 50 Lepta, 1, 2, 5, 10, 20, 50, 100 und 500 Drachmen; daneben auch 10 und 20 Lepta, die aber aufgrund ihres praktisch verschwindend geringen Wertes im täglichen Leben so gut wie nicht genutzt wurden. Eine Besonderheit stellt der 200-Drachmen-Schein dar, da die Stückelung 200 nicht gemünzt wurde.
| Nennwert     | Vorderseite | Rückseite | Motive | Durchmesser | Dicke  | Rand                                                          |
| ------------ | ----------- | --------- | --- | ----------- | ------ | ------------------------------------------------------------- |
| 50 Lepta     |             |           | VS: Wappen des Königreiches Griechenland, „Βασίλειο της Ελλάδος“ (Königreich Griechenland) RS: König Konstantin II. (1964–1973)                                      | 1,8 cm      | 1,2 mm | geriffelt                                                     |
| 50 Lepta     |             |           | VS: Phönix und „Βασίλειο της Ελλάδος“ (Königreich Griechenland) RS: König Konstantin II. (1964–1973)                                                                 | 1,8 cm      | 1,2 mm | geriffelt                                                     |
| 1 Drachme    |             |           | VS: Wappen des Königreiches Griechenland, „Βασίλειο της Ελλάδος“ (Königreich Griechenland) RS: König Konstantin II. (1964–1973)                                      | 2,1 cm      | 1,2 mm | geriffelt                                                     |
| 2 Drachmen   |             |           | VS: Wappen des Königreiches Griechenland, „Βασίλειο της Ελλάδος“ (Königreich Griechenland) RS: König Paul I. (1947–1964)                                             | 2,4 cm      | 1,5 mm | geriffelt                                                     |
| 2 Drachmen   |             |           | VS: Zwei Gewehre mit einem Zweig, „Ελληνική Δημοκρατία“ (Hellenische Republik) RS: Georgios Karaiskakis (1782–1827), General des Griechischen Unabhängigkeitskrieges | 2,4 cm      | 1,8 mm | geriffelt                                                     |
| 5 Drachmen   |             |           | VS: Wappen des Königreiches Griechenland, „Βασίλειο της Ελλάδος“ (Königreich Griechenland) RS: König Paul I. (1947–1964)                                             | 2,8 cm      | 2 mm   | geriffelt                                                     |
| 5 Drachmen   |             |           | VS: Pegasus RS: Phönix und „Ελληνική Δημοκρατία“ (Hellenische Republik)                                                                                              | 2,5 cm      | 2,1 mm | glatt                                                         |
| 10 Drachmen  |             |           | VS: Wappen des Königreiches Griechenland, „Βασίλειο της Ελλάδος“ (Königreich Griechenland) RS: König Konstantin II. (1964–1973)                                      | 3 cm        | 2,1 mm | glatt                                                         |
| 20 Drachmen  |             |           | VS: Abbild der Athene RS: Phönix und „Ελληνική Δημοκρατία“ (Hellenische Republik)                                                                                    | 2,9 cm      | 2,1 mm | glatt mit Gravur „Ελληνική Δημοκρατία“ (Hellenische Republik) |
| 20 Drachmen  |             |           | VS: Der Parthenon und „Ελληνική Δημοκρατία“ (Hellenische Republik) RS: Abbild des Perikles (490–429 v. Chr.), attischer Staatsmann                                   | 2,9 cm      | 2,1 mm | glatt mit Gravur „Ελληνική Δημοκρατία“ (Hellenische Republik) |
| 50 Drachmen  |             |           | |             |        |                                                               |
| 100 Drachmen |             |           | |             |        |                                                               |
| 500 Drachmen |             |           | |             |        |                                                               |

## Scheine der modernen Drachme
Abgebildet sind die Scheine der letzten Serie, die aus Scheinen im Wert von 200, 1.000, 5.000 und 10.000 Drachmen bestehen. Der 200-Drachmen-Schein entstammt der vorletzten Serie.
| Nennwert                              | Vorderseite | Rückseite | Farbe           | Motive |
| ------------------------------------- | ----------- | --------- | --------------- | --- |
| 200 Drachmen (Serie 3) (≈ 0,59 €)     |             |           | orange-rosa     | VS: Rigas Velestinlis (1757–1798), Revolutionär RS: geheime griechische Schule zur Zeit der osmanischen Besetzung                                                                |
| 1.000 Drachmen (Serie 2) (≈ 2,93 €)   |             |           | grau-braun      | VS: Apollon (Gott der griechischen und römischen Mythologie) RS: Ein Diskuswerfer und der Heratempel in Olympia                                                                  |
| 5.000 Drachmen (Serie 3) (≈ 14,67 €)  |             |           | blau-grau-braun | VS: Theodoros Kolokotronis (1770–1843), Freiheitskämpfer und Generalfeldmarschall zur Zeit der Griechischen Revolution RS: Panorama des Dorfes Karitena, Heimatort Kolokotronis' |
| 10.000 Drachmen (Serie 3) (≈ 29,35 €) |             |           | lila            | VS: Georgios Papanikolaou (1883–1962), Pathologe RS: Abbild des Asklepios, griechischer Gott der Heilkunst                                                                       |

## Weiteres
- Die Bezeichnung „Drachme“ findet sich bis heute als „Dirham“ in einigen Währungen des Nahen Ostens, beispielsweise beim VAE-Dirham.